# 김태균 (영화 감독)
김태균(金泰均, 1960년 6월 17일~ )은 대한민국의 영화감독이다.

## 학력
- 한국외국어대학교 정치외교학과

## 작품

### 감독
- 1996년 《박봉곤 가출 사건》 - 감독
- 1998년 《키스할까요?》 - 감독
- 2001년 《화산고》 - 감독, 각본
- 2003년 단편영화 《편의점 2시》 - 감독
- 2004년 《늑대의 유혹》 - 감독, 각본
- 2005년 옴니버스영화 《I'm O.K》 - 감독 ※곽재용, 정윤철 감독 참여
- 2005년 옴니버스영화 《이공》 - 감독 ※민규동, 허진호, 이현승 감독 外 참여
- 2006년 《백만장자의 첫사랑》 - 감독
- 2008년 《크로싱》 - 감독
- 2010년 《맨발의 꿈》 - 각색, 감독, 기획
- 2011년 《피안도》 - 감독 ※한일 합작
- 2014년 《가시》 - 감독
- 2014년 《연애의 발동: 상해여자, 부산남자》 - 감독

### 기타
- 1990년 《나의 사랑 나의 신부》 - 제작실장
- 1992년 《네 멋대로 해라》 - 제작
- 1993년 《첫사랑》 - 라인PD
- 1995년 《남자는 괴로워》 - 제작지휘
- 2013년 《보호자》 - 프로덕션컨설턴트
- 2013년 《들개》 - 프로덕션컨설턴트
- 2014년 《바리새인》 - 프로듀서
- 2014년 《소셜포비아》 - 제작책임
- 2014년 《성실한 나라의 앨리스》 - 제작책임
- 2014년 《선지자의 밤》 - 제작총괄
- 2015년 《여고생》 - 제작책임
- 2015년 《솔로탈출귀》 - 제작책임
- 2016년 《연애담》 - 제작책임

## 경력
- 1987년 한국영화아카데미 4기

## 수상
- 2008년 외신홍보상 영화 부문
- 2008년 제18회 한국 가톨릭 매스컴상 대상
- 2008년 제16회 춘사영화상 최우수작품상, 감독상
- 2010년 제19회 금계백화영화제 해외부문 최우수감독상